# Ptilope vlouvlou
Drepanoptila holosericea
Genre
Espèce
Statut de conservation UICN

 LC  : Préoccupation mineure
Le Ptilope vlouvlou (Drepanoptila holosericea), aussi Pigeon vert ou Pigeon soyeux, est une espèce d'oiseaux de la famille des Columbidae, la seule représentante du genre Drepanoptila. C'est une espèce monotypique.

## Description
Le mâle est vert sur la gorge et la poitrine, ventre jaune, collier blanc et noir entre le vert de la poitrine et le jaune du ventre. La femelle est plus terne et aux colorations moins marquées.

## Habitat
Cet oiseau se rencontre en forêt dense, mais niche souvent en milieux ouverts, dans des arbres en bordure de forêt dense. Elle est endémique à la Nouvelle-Calédonie. Elle est commune au nord d'une ligne Boulouparis - Thio. Au sud de cette ligne, elle  se présente en petites populations isolées (on observe une population aux Koghis englobant la Thy, une à la Rivière Bleue, une à Port Boisé et une population à l'île des Pins).

## Alimentation
C'est une espèce frugivore qui consomme uniquement des petits fruits.

## Nidification
De septembre à janvier, pontes en septembre et novembre. La femelle pond un seul œuf, blanc, sans taches. Le nid est un tapis sommaire de brindilles généralement situé entre 2 et 3,50 m de hauteur.